# Condado de Jackson (Kansas)
El condado de Jackson (en inglés: Jackson County), fundado en 1859, es uno de 105 condados del estado estadounidense de Kansas. En el año 2006, el condado tenía una población de 13,500 habitantes y una densidad poblacional de 8 personas por km². La sede del condado es Holton. El condado recibe su nombre en honor a Andrew Jackson. El condado se encuentra dentro del área metropolitana de Topeka.

## Geografía
Según la Oficina del Censo, el condado tiene un área total de 1704 km² (657,9 mi²), de la cual 1698 km² (655,6 mi²) es tierra y 6 km² (2,316602316602 mi²) (0.35%) es agua.

### Condados adyacentes
- Condado de Brown (noreste)
- Condado de Atchison (este)
- Condado de Jefferson (sureste)
- Condado de Shawnee (sur)
- Condado de Pottawatomie (oeste)
- Condado de Nemaha (noroeste)

## Demografía
Según la Oficina del Censo en 2000, los ingresos medios por hogar en el condado eran de $40,451, y los ingresos medios por familia eran $46,520. Los hombres tenían unos ingresos medios de $32,195 frente a los $22,305 para las mujeres. La renta per cápita para el condado era de $18,606. Alrededor del 8.80% de la población estaban por debajo del umbral de pobreza.

## Transporte

### Autopistas principales
- U.S. Route 75
- Ruta Estatal de Kansas 16
- Ruta Estatal de Kansas 9

## Localidades
Población estimada en 2004;
- Holton, 3,345 (sede)
- Hoyt, 587
- Mayetta, 342
- Denison, 227
- Whiting, 211
- Delia, 184
- Circleville, 183
- Netawaka, 169
- Soldier, 123

### Municipios
El condado de Jackson está dividido entre 15 municipios. El condado tiene a Holton como una ciudad independiente a nivel de gobierno, y todos los datos de población para el censo de las ciudades son incluidas en el municipio.

## Educación

### Distritos escolares
- Jackson Heights USD 335
- Holton USD 336
- Royal Valley USD 337